# Spercheiada
Spercheiada (in greco Σπερχειάδα?) è un ex comune della Grecia nella periferia della Grecia Centrale (unità periferica della Ftiotide) con 10 594 abitanti secondo i dati del censimento 2001.
È stato soppresso a seguito della riforma amministrativa, detta Programma Callicrate, in vigore dal gennaio 2011 ed è ora compreso nel comune di Makrakomi.

## Località
Il comune è suddiviso nelle seguenti comunità:
- Agios Sostis
- Anatoli
- Argyria
- Gardiki
- Kallithea
- Kampia
- Kanalia
- Kloni
- Kolokythia
- Kyriakochori
- Lefkada
- Marmara
- Mesopotamia
- Nikolitsi
- Palaiovracha
- Palaiochori
- Perivoli
- Pitsi
- Platanos
- Pougkakia
- Spercheiada
- Fteri